# Uurrekarkea
Uurrekarkea är en kulle i Finland.   Den ligger i den ekonomiska regionen  Fjäll-Lappland  och landskapet Lappland, i den norra delen av landet, 900 km norr om huvudstaden Helsingfors. Toppen på Uurrekarkea är 353 meter över havet.
Terrängen runt Uurrekarkea är huvudsakligen platt.  Trakten runt Uurrekarkea är nära nog obefolkad, med mindre än två invånare per kvadratkilometer. Det finns inga samhällen i närheten. 